# Sanchonuño
Sanchonuño – gmina w Hiszpanii, w prowincji Segowia, w Kastylii i León, o powierzchni 29,27 km². W 2011 roku gmina liczyła 968 mieszkańców.